# Copa Europa Femenina de la UEFA
La Copa Europa Femenina de la UEFA (en inglés y oficialmente, UEFA Women's Europa Cup) es una competición internacional anual de fútbol femenino organizada por la UEFA, el organismo rector del fútbol europeo. Actuará como torneo de clubes de segundo nivel por debajo de la Liga de Campeones Femenina de la UEFA y se disputará en paralelo a esta. La primera edición está programada para la temporada 2025-26.

## Antecedentes
Tras varias décadas organizando con éxito competiciones por eliminatorias para clubes masculinos, en 2001 se creó la Copa de la UEFA Femenina para ofrecer oportunidades similares a los clubes femeninos. En 2009, la competición pasó a denominarse Liga de Campeones Femenina de la UEFA y se amplió para incluir más clubes y países.
El 4 de diciembre de 2023, la UEFA anunció la creación de un nuevo torneo femenino de segundo nivel con inicio en 2025-26. El 16 de diciembre de 2024 se confirmó su denominación oficial como UEFA Women's Europa Cup.

## Formato
A diferencia de la Liga Europa de la UEFA masculina y de la Liga de Campeones (masculina y femenina), la nueva competición se disputará íntegramente por eliminatorias, sin fase de grupos. Todas las rondas, incluida la final, se jugarán a doble partido (ida y vuelta).
Podrán acceder clubes por su posición en liga la temporada previa y clubes procedentes de las rondas de clasificación de la Liga de Campeones Femenina de la UEFA. En total, el torneo contará con 43 equipos: 12 plazas directas y 31 procedentes de la fase de clasificación de la Liga de Campeones Femenina.
|                               | Equipos que entran en esta ronda                                                              | Equipos que avanzan desde la ronda anterior | Equipos procedentes de la Liga de Campeones |
| ----------------------------- | --------------------------------------------------------------------------------------------- | ------------------------------------------- | --- |
| Primera ronda (24 equipos)    | - 7 subcampeones de las asociaciones 18–24 - 6 terceros clasificados de las asociaciones 8–13 |                                             | - 7 terceros clasificados de los minitorneos de la segunda ronda, ruta de campeonas - 4 terceros clasificados de los minitorneos de la segunda ronda, ruta de liga                                                                                      |
| Segunda ronda (32 equipos)    |                                                                                               | - 12 ganadores de la primera ronda          | - 4 perdedores de la tercera ronda, ruta de campeonas - 5 perdedores de la tercera ronda, ruta de liga - 7 subcampeones de los minitorneos de la segunda ronda, ruta de campeonas - 4 subcampeones de los minitorneos de la segunda ronda, ruta de liga |
| Octavos de final (16 equipos) |                                                                                               | - 16 ganadores de la segunda ronda          | |

## Historial
| 2025-26 | Bandera de ? | - | Bandera de ? |  |